# Вістник. Місячник літератури, мистецтва, науки й громадського життя. 1933–1939
«Вістник. Місячник літератури, мистецтва, науки й громадського життя. 1933–1939» — систематичний бібліографічний покажчик змісту. 
Бібліографічні дані: 
| Вістник. Місячник літератури, мистецтва, науки й громадського життя. 1933–1939: систематичний бібліографічний покажчик змісту / Т. В. Добко, Б. Д. Ясінський ; НАН України ; Нац. б-ка України ім. В. І. Вернадського ; Бібліотека конгресу США ; Наук. т-во ім. Шевченка / О. С. Онищенко (наук. ред.). – К. : Вашингтон ; Нью-Йорк : НБУВ, 2002. – 340 с. |
Рецензії:
1. З епохи Дмитра Донцова / Інф. "УК" // Укр. культура. – 2003. – № 1. – С. 32 ;
2. Жданова Р. Другий безцінний подарунок українським науковцям // Вісн. Кн. палати. – 2002. – № 12. – С.10-11;
3. Крок до пізнання Дмитра Донцова / Ред. // Незборима нація. – 2003. – Ч. 3, берез.;
4. [Захаркін С. Рецензія] // Критика. – 2003. – Трав. (№5). – С. 16;
5. Рог В. Перлини націоналістичної думки // Шлях перемоги. – 2002. – 21-27 листоп. – С. 6;
6. Солонська Н. Покажчик "Вісника" // Пам'ять століть. – 2003. – № 2. – С. 157-160;
7. Чишко В.С. Важливе бібліографічне джерело наукових досліджень // Слово і Час. – 2003. – № 4. – С. 78-80 ;
8. Романовський Р. Непересічне явище сучасної української бібліографії // Студії з архівної справи та документознавства – К., 2004. – Т. 13.